# Greg D'Angelo
Greg D'Angelo (New York, 18 dicembre 1963) è un batterista statunitense di origine italiana di genere heavy metal, principalmente noto per essere stato membro dei White Lion. Egli ha anche militato negli Anthrax, nella band di Ace Frehley dei Kiss, nel gruppo Pride & Glory di Zakk Wylde ed in altri progetti.

## Carriera
Tra il 1981 e il 1983, D'Angelo fu un membro degli Anthrax. Dopo aver lasciato gli Anthrax, si unì ai Jack Starr's Burning Starr nel 1985, suonando nel loro album di debutto Rock the American Way.
La sua collaborazione più famosa rimane quella con i White Lion, ai quali si aggiunse nel periodo in cui venne pubblicato in Giappone l'album Fight to Survive (nel disco verrà accreditato D'Angelo nonostante le parti di batteria siano state registrate da Nicky Capozzi). La band ottiene notevole successo con l'album Pride e i singoli Wait e When the Children Cry nella seconda metà degli anni '80. Dopo un lavoro di scarso successo commerciale nel 1991, Mane Attraction, D'Angelo e il bassista James Lomenzo lasciando la band al termine di un breve tour britannico.
D'Angelo successivamente si unì per pochi mesi alla band dal vivo di Ace Frehley. Nel 1993, sia D'Angelo che Lomenzo formeranno con Zakk Wylde il breve progetto dei Pride & Glory. Terminata questa nuova avventura, D'Angelo verrà coinvolto nel mondo cinematografico, lavorando come produttore al film per bambini Pumpkin Hill nel 1997.
D'Angelo avrebbe dovuto sostituire Johnny Dee dei Britny Fox durante il loro tour estivo del 2007, ma si ruppe accidentalmente un piede durante le prove, quando gli cade addosso un piatto della batteria.
Recentemente, D'Angelo si è unito al progetto Greg Leon Invasion fronteggiato da Greg Leon (ex Dokken e Quiet Riot) e al progetto solista di Stephen Pearcy, ex cantante dei Ratt.

## Discografia

### Con i White Lion

#### Album in studio
- Pride (1987)
- Big Game (1989)
- Mane Attraction (1991)

### Raccolte
- The Best of White Lion (1992)
- Anthology 83-89 (2006)
- The Definitive Rock Collection (2007)